# EHF-Pokal der Frauen 2012/13
Am EHF-Pokal 2012/13 nahmen 44 Handball-Vereinsmannschaften teil, die sich in der vorangegangenen Saison in ihren Heimatländern für den Wettbewerb qualifiziert hatten. Es war die 38. Austragung des EHF-Pokals. Die Pokalspiele begannen am 13.–14. Oktober 2012, das Rückrundenfinale fand am 11.–12. Mai 2013 statt. Titelverteidiger des EHF-Pokals war der russische Verein GK Lada Toljatti.

## Runde 2
Es nahmen 24 Mannschaften teil.
Die Auslosung der 2. Runde fand am 24. Juli 2012 statt.
Die Hinspiele fanden am 13.–14. Oktober 2012 statt, die Rückspiele am 20.–21. Oktober 2012.

### Qualifizierte Teams
| Topf 1: - Fémina Visé - KGHM Metraco Zagłębie Lubin - HK Karpaty Uschhorod - Tertnes IL - Team Tvis Holstebro - Astrachanotschka - Valencia Aicequip - HC Dunărea Brăila - ÉTV-Érdi VSE - Helvetia BM Alcobendas - GAS Megas Alexandros Giannitson - Bnei Hertzeliya | Topf 2: - Valur Reykjavík - D'Archivio Arche-Artro Teramo - KHF Prishtina - ŽRK Borac Banja Luka - RK Zelina - ChK Etar-64 Weliko Tarnowo - ŽRK Biseri - DHC Sokol Poruba - HK Horodnitschanka - Maccabi Arazim Ramat gan - Fram Reykjavík - HC Sassari |

### Ausgeloste Spiele und Ergebnisse
| Mannschaft 1                                          | Mannschaft 2                                 | Hinspiel             | Rückspiel            | Gesamt      |
| ----------------------------------------------------- | -------------------------------------------- | -------------------- | -------------------- | ----------- |
| GAS Megas Alexandros Giannitson Maria Papadopoulou 15 | KHF Prishtina Albulena Kelmendi 17           | 13.10.2012 18:00 Uhr | 20.10.2012 17:00 Uhr | 49 : 49 (a) |
| GAS Megas Alexandros Giannitson Maria Papadopoulou 15 | KHF Prishtina Albulena Kelmendi 17           | 27 : 27 (11 : 14)    | 22 : 22 (10 : 10)    | 49 : 49 (a) |
| GAS Megas Alexandros Giannitson Maria Papadopoulou 15 | KHF Prishtina Albulena Kelmendi 17           | 200 Zuschauer        | 1.350 Zuschauer      | 49 : 49 (a) |
| HK Horodnitschanka Natalja Wasilewskaja 17            | ÉTV-Érdi VSE Beáta Balog 11                  | 12.10.2012 18:00 Uhr | 14.10.2012 15:30 Uhr | 48 : 77     |
| HK Horodnitschanka Natalja Wasilewskaja 17            | ÉTV-Érdi VSE Beáta Balog 11                  | 25 : 46 (12 : 26)    | 23 : 31 (11 : 16)    | 48 : 77     |
| HK Horodnitschanka Natalja Wasilewskaja 17            | ÉTV-Érdi VSE Beáta Balog 11                  | 700 Zuschauer        | 600 Zuschauer        | 48 : 77     |
| HC Dunărea Brăila Adina Brot 17                       | ŽRK Biseri Slađana Perazić 10                | 13.10.2012 11:00 Uhr | 21.10.2012 11:00 Uhr | 72 : 29     |
| HC Dunărea Brăila Adina Brot 17                       | ŽRK Biseri Slađana Perazić 10                | 39 : 14 (18 : 6)     | 33 : 15 (15 : 9)     | 72 : 29     |
| HC Dunărea Brăila Adina Brot 17                       | ŽRK Biseri Slađana Perazić 10                | 750 Zuschauer        | 500 Zuschauer        | 72 : 29     |
| D'Archivio Arche-Artro Teramo Beste Torschützin       | Helvetia BM Alcobendas Beste Torschützin     | 13.10.2012 19:00 Uhr | 20.10.2012 18:00 Uhr | 0 : 20      |
| D'Archivio Arche-Artro Teramo Beste Torschützin       | Helvetia BM Alcobendas Beste Torschützin     | 0 : 10 (0 : 0)       | 0 : 10 (0 : 0)       | 0 : 20      |
| D'Archivio Arche-Artro Teramo Beste Torschützin       | Helvetia BM Alcobendas Beste Torschützin     | -.--- Zuschauer      | -.--- Zuschauer      | 0 : 20      |
| Team Tvis Holstebro Ann Grete Nørgaard 13             | ŽRK Borac Banja Luka Armina Marić 9          | 20.10.2012 14:00 Uhr | 21.10.2012 13:00 Uhr | 96 : 47     |
| Team Tvis Holstebro Ann Grete Nørgaard 13             | ŽRK Borac Banja Luka Armina Marić 9          | 54 : 22 (25 : 10)    | 42 : 25 (21 : 11)    | 96 : 47     |
| Team Tvis Holstebro Ann Grete Nørgaard 13             | ŽRK Borac Banja Luka Armina Marić 9          | 1.011 Zuschauer      | 205 Zuschauer        | 96 : 47     |
| Maccabi Arazim Ramat gan Veronika Grozovsky 13        | Fémina Visé Maureen Racz 12                  | 20.10.2012 18:00 Uhr | 21.10.2012 18:00 Uhr | 44 : 82     |
| Maccabi Arazim Ramat gan Veronika Grozovsky 13        | Fémina Visé Maureen Racz 12                  | 21 : 41 (13 : 20)    | 23 : 41 (13 : 22)    | 44 : 82     |
| Maccabi Arazim Ramat gan Veronika Grozovsky 13        | Fémina Visé Maureen Racz 12                  | 350 Zuschauer        | 350 Zuschauer        | 44 : 82     |
| Valencia Aicequip Sheila Segura Grau 12               | Valur Reykjavík Þorgerður Anna Atladóttir 15 | 19.10.2012 20:30 Uhr | 21.10.2012 12:30 Uhr | 47 : 64     |
| Valencia Aicequip Sheila Segura Grau 12               | Valur Reykjavík Þorgerður Anna Atladóttir 15 | 22 : 27 (11 : 13)    | 25 : 37 (10 : 18)    | 47 : 64     |
| Valencia Aicequip Sheila Segura Grau 12               | Valur Reykjavík Þorgerður Anna Atladóttir 15 | 600 Zuschauer        | 450 Zuschauer        | 47 : 64     |
| KGHM Metraco Zagłębie Lubin Kinga Byzdra 10           | RK Zelina Ivana Petković 15                  | 14.10.2012 17:00 Uhr | 20.10.2012 19:00 Uhr | 43 : 37     |
| KGHM Metraco Zagłębie Lubin Kinga Byzdra 10           | RK Zelina Ivana Petković 15                  | 22 : 18 (11 : 9)     | 21 : 19 (13 : 9)     | 43 : 37     |
| KGHM Metraco Zagłębie Lubin Kinga Byzdra 10           | RK Zelina Ivana Petković 15                  | 250 Zuschauer        | 500 Zuschauer        | 43 : 37     |
| Tertnes IL Marthe Reinkind 11                         | Fram Reykjavík Stella Sigurðardóttir 11      | 20.10.2012 16:00 Uhr | 21.10.2012 16:00 Uhr | 56 : 39     |
| Tertnes IL Marthe Reinkind 11                         | Fram Reykjavík Stella Sigurðardóttir 11      | 35 : 21 (15 : 10)    | 21 : 18 (6 : 10)     | 56 : 39     |
| Tertnes IL Marthe Reinkind 11                         | Fram Reykjavík Stella Sigurðardóttir 11      | 289 Zuschauer        | 250 Zuschauer        | 56 : 39     |
| HC Sassari Carmen Onnis 17                            | Bnei Hertzeliya Nathalie Lucie Bertaut 14    | 20.10.2012 17:00 Uhr | 21.10.2012 19:00 Uhr | 63 : 49     |
| HC Sassari Carmen Onnis 17                            | Bnei Hertzeliya Nathalie Lucie Bertaut 14    | 30 : 24 (17 : 11)    | 33 : 25 (13 : 14)    | 63 : 49     |
| HC Sassari Carmen Onnis 17                            | Bnei Hertzeliya Nathalie Lucie Bertaut 14    | 150 Zuschauer        | 200 Zuschauer        | 63 : 49     |
| HK Karpaty Uschhorod Julyja Tarassowa 17              | ChK Etar-64 Weliko Tarnowo Shira Vikrat 13   | 13.10.2012 18:00 Uhr | 20.10.2012 18:00 Uhr | 74 : 45     |
| HK Karpaty Uschhorod Julyja Tarassowa 17              | ChK Etar-64 Weliko Tarnowo Shira Vikrat 13   | 34 : 17 (15 : 5)     | 40 : 28 (23 : 11)    | 74 : 45     |
| HK Karpaty Uschhorod Julyja Tarassowa 17              | ChK Etar-64 Weliko Tarnowo Shira Vikrat 13   | 850 Zuschauer        | 1.000 Zuschauer      | 74 : 45     |
| DHC Sokol Poruba Lucia Uhráková 12                    | Astrachanotschka Lilija Artjuchowitsch 15    | 14.10.2012 19:00 Uhr | 20.10.2012 17:00 Uhr | 52 : 59     |
| DHC Sokol Poruba Lucia Uhráková 12                    | Astrachanotschka Lilija Artjuchowitsch 15    | 23 : 23 (11 : 16)    | 29 : 36 (15 : 24)    | 52 : 59     |
| DHC Sokol Poruba Lucia Uhráková 12                    | Astrachanotschka Lilija Artjuchowitsch 15    | 675 Zuschauer        | 3.000 Zuschauer      | 52 : 59     |

## Runde 3
Es nahmen die 12 Sieger der 2. Runde und 20 Mannschaften, die sich vorher für den Wettbewerb qualifiziert hatten, teil.
Die Auslosung der 3. Runde fand am 24. Juli 2012 in Wien statt.
Die Hinspiele fanden am 10.–11. November 2012 statt. Die Rückspiele fanden am 17.–18. November 2012 statt.

### Qualifizierte Teams
| Topf 1: - Lada (Titelverteidiger) - FC Midtjylland - HK Kuban Krasnodar - Grupo Asfi Itxako Navarra - Frankfurter HC - HC Zalău - Metz Handball - Siófok KC-Galerius Fürdő - ŽRK Radnički Kragujevac - Çankaya Bel. Ankara - Lugi - SPONO Nottwil - Westfriesland SEW - RK GEN-I Zagorje - BNTU-BelAZ Minsk Reg. - ŽRK Vardar SCBT | Topf 2: - HAC Handball - A.C. Loux Patras - Juve Lis - A.C. Latsia - KHF Prishtina - ÉTV-Érdi VSE - HC Dunărea Brăila - Helvetia Bm. Alcobendas - Team Tvis Holstebro - Fémina Visé - Valur Reykjavík - KGHM Metraco Zagłębie Lubin - Tertnes Bergen - HC Sassari - HK Karpaty Uschhorod - Astrachanotschka |

### Ausgeloste Spiele und Ergebnisse
| Mannschaft 1                                    | Mannschaft 2                                       | Hinspiel             | Rückspiel            | Gesamt      |
| ----------------------------------------------- | -------------------------------------------------- | -------------------- | -------------------- | ----------- |
| Juve Lis Ines Silva 9                           | SPONO Nottwil Silvia Häfliger 10                   | 17.11.2012 16:00 Uhr | 18.11.2012 12:00 Uhr | 49 : 48     |
| Juve Lis Ines Silva 9                           | SPONO Nottwil Silvia Häfliger 10                   | 24 : 26 (13 : 13)    | 22 : 25 (11 : 13)    | 49 : 48     |
| Juve Lis Ines Silva 9                           | SPONO Nottwil Silvia Häfliger 10                   | 300 Zuschauer        | 300 Zuschauer        | 49 : 48     |
| ÉTV-Érdi VSE Anna Kovács 12                     | Metz Handball Paule Baudouin 12                    | 10.11.2012 13:45 Uhr | 18.11.2012 18:15 Uhr | 63 : 63 (a) |
| ÉTV-Érdi VSE Anna Kovács 12                     | Metz Handball Paule Baudouin 12                    | 37 : 31 (20 : 16)    | 26 : 32 (13 : 13)    | 63 : 63 (a) |
| ÉTV-Érdi VSE Anna Kovács 12                     | Metz Handball Paule Baudouin 12                    | 900 Zuschauer        | 4.500 Zuschauer      | 63 : 63 (a) |
| HC Sassari Beste Torschützin                    | Lada (Titelverteidiger) Beste Torschützin          | 02.11.2012 00:00 Uhr | 02.11.2012 00:00 Uhr | 0 : 20      |
| HC Sassari Beste Torschützin                    | Lada (Titelverteidiger) Beste Torschützin          | 0 : 10 (0 : 0)       | 0 : 10 (0 : 0)       | 0 : 20      |
| HC Sassari Beste Torschützin                    | Lada (Titelverteidiger) Beste Torschützin          | -.--- Zuschauer      | -.--- Zuschauer      | 0 : 20      |
| KGHM Metraco Zagłębie Lubin Kinga Byzdra 16     | BNTU-BelAZ Minsk Reg. Karolina Semeniuk-Olchawa 15 | 10.11.2012 17:00 Uhr | 18.11.2012 17:00 Uhr | 55 : 53     |
| KGHM Metraco Zagłębie Lubin Kinga Byzdra 16     | BNTU-BelAZ Minsk Reg. Karolina Semeniuk-Olchawa 15 | 30 : 29 (15 : 16)    | 25 : 24 (12 : 11)    | 55 : 53     |
| KGHM Metraco Zagłębie Lubin Kinga Byzdra 16     | BNTU-BelAZ Minsk Reg. Karolina Semeniuk-Olchawa 15 | 300 Zuschauer        | 500 Zuschauer        | 55 : 53     |
| Helvetia Bm. Alcobendas Leyre Aramendia Yerro 5 | FC Midtjylland Fie Woller 14                       | 10.11.2012 14:00 Uhr | 11.11.2012 13:00 Uhr | 32 : 74     |
| Helvetia Bm. Alcobendas Leyre Aramendia Yerro 5 | FC Midtjylland Fie Woller 14                       | 14 : 37 (5 : 21)     | 18 : 37 (7 : 18)     | 32 : 74     |
| Helvetia Bm. Alcobendas Leyre Aramendia Yerro 5 | FC Midtjylland Fie Woller 14                       | 1.028 Zuschauer      | 416 Zuschauer        | 32 : 74     |
| Valur Reykjavík Þorgerður Anna Atladóttir 11    | HC Zalău Gabriella Szűcs 17                        | 09.11.2012 19:30 Uhr | 10.11.2012 18:30 Uhr | 45 : 45 (a) |
| Valur Reykjavík Þorgerður Anna Atladóttir 11    | HC Zalău Gabriella Szűcs 17                        | 24 : 23 (11 : 13)    | 21 : 22 (16 : 9)     | 45 : 45 (a) |
| Valur Reykjavík Þorgerður Anna Atladóttir 11    | HC Zalău Gabriella Szűcs 17                        | 409 Zuschauer        | 855 Zuschauer        | 45 : 45 (a) |
| Astrachanotschka Liliya Artsiukhovich 10        | Siófok KC-Galerius Fürdő Annamária Bogdanovic 17   | 10.11.2012 14:00 Uhr | 17.11.2012 18:00 Uhr | 63 : 59     |
| Astrachanotschka Liliya Artsiukhovich 10        | Siófok KC-Galerius Fürdő Annamária Bogdanovic 17   | 41 : 28 (22 : 14)    | 22 : 31 (11 : 17)    | 63 : 59     |
| Astrachanotschka Liliya Artsiukhovich 10        | Siófok KC-Galerius Fürdő Annamária Bogdanovic 17   | 3.500 Zuschauer      | 500 Zuschauer        | 63 : 59     |
| Grupo Asfi Itxako Navarra Vera Andrade Lopes 18 | A.C. Latsia Nadeschda Schischkowa 11               | 17.11.2012 17:00 Uhr | 18.11.2012 17:00 Uhr | 73 : 41     |
| Grupo Asfi Itxako Navarra Vera Andrade Lopes 18 | A.C. Latsia Nadeschda Schischkowa 11               | 33 : 23 (15 : 9)     | 40 : 18 (17 : 11)    | 73 : 41     |
| Grupo Asfi Itxako Navarra Vera Andrade Lopes 18 | A.C. Latsia Nadeschda Schischkowa 11               | 300 Zuschauer        | 300 Zuschauer        | 73 : 41     |
| HK Karpaty Uschhorod Alisa Scholkowska 11       | ŽRK Radnički Kragujevac Katarina Stepanović 17     | 10.11.2012 18:00 Uhr | 18.11.2012 17:00 Uhr | 54 : 55     |
| HK Karpaty Uschhorod Alisa Scholkowska 11       | ŽRK Radnički Kragujevac Katarina Stepanović 17     | 31 : 22 (15 : 9)     | 23 : 33 (13 : 16)    | 54 : 55     |
| HK Karpaty Uschhorod Alisa Scholkowska 11       | ŽRK Radnički Kragujevac Katarina Stepanović 17     | 800 Zuschauer        | 1.000 Zuschauer      | 54 : 55     |
| Lugi Anna Olsson 9                              | Team Tvis Holstebro Ann Grete Nørgaard 12          | 10.11.2012 14:00 Uhr | 18.11.2012 13:00 Uhr | 50 : 72     |
| Lugi Anna Olsson 9                              | Team Tvis Holstebro Ann Grete Nørgaard 12          | 24 : 39 (11 : 23)    | 26 : 33 (12 : 17)    | 50 : 72     |
| Lugi Anna Olsson 9                              | Team Tvis Holstebro Ann Grete Nørgaard 12          | 400 Zuschauer        | 305 Zuschauer        | 50 : 72     |
| RK GEN-I Zagorje Ivana Ljubas 15                | KHF Prishtina Mimoza Xhemaili 12                   | 11.11.2012 18:00 Uhr | 17.11.2012 17:00 Uhr | 69 : 40     |
| RK GEN-I Zagorje Ivana Ljubas 15                | KHF Prishtina Mimoza Xhemaili 12                   | 43 : 22 (18 : 8)     | 26 : 18 (11 : 7)     | 69 : 40     |
| RK GEN-I Zagorje Ivana Ljubas 15                | KHF Prishtina Mimoza Xhemaili 12                   | 800 Zuschauer        | 300 Zuschauer        | 69 : 40     |
| A.C. Loux Patras Eleni Mournou 13               | ŽRK Vardar SCBT Marija Lojpur 11                   | 10.11.2012 16:00 Uhr | 11.11.2012 16:00 Uhr | 35 : 55     |
| A.C. Loux Patras Eleni Mournou 13               | ŽRK Vardar SCBT Marija Lojpur 11                   | 19 : 28 (8 : 15)     | 16 : 27 (7 : 12)     | 35 : 55     |
| A.C. Loux Patras Eleni Mournou 13               | ŽRK Vardar SCBT Marija Lojpur 11                   | 500 Zuschauer        | 325 Zuschauer        | 35 : 55     |
| HK Kuban Krasnodar Anastassija Kudrjaschowa 12  | HC Dunărea Brăila Alina Horjea 19                  | 11.11.2012 16:30 Uhr | 17.11.2012 11:00 Uhr | 52 : 51     |
| HK Kuban Krasnodar Anastassija Kudrjaschowa 12  | HC Dunărea Brăila Alina Horjea 19                  | 28 : 22 (14 : 12)    | 24 : 29 (9 : 18)     | 52 : 51     |
| HK Kuban Krasnodar Anastassija Kudrjaschowa 12  | HC Dunărea Brăila Alina Horjea 19                  | 1.000 Zuschauer      | 1.500 Zuschauer      | 52 : 51     |
| Westfriesland SEW Brenda Van der Moolen 7       | HAC Handball Julie Dazet 13                        | 10.11.2012 18:00 Uhr | 18.11.2012 17:00 Uhr | 37 : 69     |
| Westfriesland SEW Brenda Van der Moolen 7       | HAC Handball Julie Dazet 13                        | 22 : 38 (8 : 21)     | 15 : 31 (9 : 18)     | 37 : 69     |
| Westfriesland SEW Brenda Van der Moolen 7       | HAC Handball Julie Dazet 13                        | 750 Zuschauer        | 2.000 Zuschauer      | 37 : 69     |
| Çankaya Bel. Ankara Jale Aslan 10               | Fémina Visé Judith Franssen 18                     | 17.11.2012 19:30 Uhr | 18.11.2012 17:00 Uhr | 73 : 46     |
| Çankaya Bel. Ankara Jale Aslan 10               | Fémina Visé Judith Franssen 18                     | 31 : 21 (15 : 11)    | 42 : 25 (20 : 9)     | 73 : 46     |
| Çankaya Bel. Ankara Jale Aslan 10               | Fémina Visé Judith Franssen 18                     | 700 Zuschauer        | 350 Zuschauer        | 73 : 46     |
| Tertnes Bergen Linn Gossé 14                    | Frankfurter HC Franziska Mietzner 16               | 10.11.2012 17:00 Uhr | 17.11.2012 16:00 Uhr | 64 : 58     |
| Tertnes Bergen Linn Gossé 14                    | Frankfurter HC Franziska Mietzner 16               | 34 : 22 (16 : 8)     | 30 : 36 (15 : 20)    | 64 : 58     |
| Tertnes Bergen Linn Gossé 14                    | Frankfurter HC Franziska Mietzner 16               | 350 Zuschauer        | 585 Zuschauer        | 64 : 58     |

## Achtelfinale
Es nahmen die 16 Sieger der 3. Runde teil.
Die Auslosung des Achtelfinales fand am 20. November 2012 in Wien statt.
Die Hinspiele fanden am 2.–3. Februar 2013 statt. Die Rückspiele fanden am 9.–10. Februar 2013 statt.

### Qualifizierte Teams
| - Grupo Asfi Itxako Navarra - Metz Handball - Lada (Titelverteidiger) - Tertnes Bergen - FC Midtjylland - HC Zalău - Astrachanotschka - HK Kuban Krasnodar | - Team Tvis Holstebro - HAC Handball - KGHM Metraco Zagłębie Lubin - ŽRK Vardar SCBT - Juve Lis - RK GEN-I Zagorje - ŽRK Radnički Kragujevac - Çankaya Bel. Anka Spor K. |

### Ausgeloste Spiele und Ergebnisse
| Mannschaft 1                              | Mannschaft 2                                              | Hinspiel             | Rückspiel            | Gesamt      |
| ----------------------------------------- | --------------------------------------------------------- | -------------------- | -------------------- | ----------- |
| Astrachanotschka Marija Ratschitelewa 13  | ŽRK Radnički Kragujevac Katarina Stepanović 15            | 09.02.2013 15:00 Uhr | 10.02.2013 15:00 Uhr | 79 : 50     |
| Astrachanotschka Marija Ratschitelewa 13  | ŽRK Radnički Kragujevac Katarina Stepanović 15            | 41 : 25 (24 : 10)    | 37 : 25 (19 : 14)    | 79 : 50     |
| Astrachanotschka Marija Ratschitelewa 13  | ŽRK Radnički Kragujevac Katarina Stepanović 15            | 3.000 Zuschauer      | 3.000 Zuschauer      | 79 : 50     |
| Çankaya Bel. Anka Spor K. Jale Aslan 13   | Grupo Asfi Itxako Navarra Vera Andrade Lopes 13           | 09.02.2013 15:00 Uhr | 10.02.2013 15:00 Uhr | 60 : 60 (a) |
| Çankaya Bel. Anka Spor K. Jale Aslan 13   | Grupo Asfi Itxako Navarra Vera Andrade Lopes 13           | 37 : 24 (15 : 9)     | 23 : 36 (8 : 17)     | 60 : 60 (a) |
| Çankaya Bel. Anka Spor K. Jale Aslan 13   | Grupo Asfi Itxako Navarra Vera Andrade Lopes 13           | 200 Zuschauer        | 100 Zuschauer        | 60 : 60 (a) |
| Tertnes IL Linn Gossé 12                  | HAC Handball Jovana Stoiljković 10                        | 03.02.2013 18:00 Uhr | 10.02.2013 17:00 Uhr | 64 : 51     |
| Tertnes IL Linn Gossé 12                  | HAC Handball Jovana Stoiljković 10                        | 33 : 23 (14 : 13)    | 31 : 28 (12 : 15)    | 64 : 51     |
| Tertnes IL Linn Gossé 12                  | HAC Handball Jovana Stoiljković 10                        | 200 Zuschauer        | 2.000 Zuschauer      | 64 : 51     |
| HC Zalău Roxana Daniela Varga 15          | Juve Lis Telma Amado 6                                    | 09.02.2013 17:00 Uhr | 10.02.2013 12:00 Uhr | 54 : 22     |
| HC Zalău Roxana Daniela Varga 15          | Juve Lis Telma Amado 6                                    | 25 : 14 (15 : 6)     | 29 : 8 (14 : 4)      | 54 : 22     |
| HC Zalău Roxana Daniela Varga 15          | Juve Lis Telma Amado 6                                    | 1.200 Zuschauer      | 700 Zuschauer        | 54 : 22     |
| ŽRK Vardar SCBT Marina Lambevska 11       | HK Kuban Krasnodar Jekaterina Iljina 15                   | 02.02.2013 17:00 Uhr | 09.02.2013 15:00 Uhr | 47 : 50     |
| ŽRK Vardar SCBT Marina Lambevska 11       | HK Kuban Krasnodar Jekaterina Iljina 15                   | 30 : 28 (12 : 17)    | 17 : 22 (8 : 10)     | 47 : 50     |
| ŽRK Vardar SCBT Marina Lambevska 11       | HK Kuban Krasnodar Jekaterina Iljina 15                   | 2.500 Zuschauer      | 1.500 Zuschauer      | 47 : 50     |
| Team Tvis Holstebro Ann Grete Nørgaard 15 | Lada Toljatti Titelverteidiger Wiktorija Schilinskaite 10 | 03.02.2013 13:00 Uhr | 10.02.2013 17:00 Uhr | 54 : 49     |
| Team Tvis Holstebro Ann Grete Nørgaard 15 | Lada Toljatti Titelverteidiger Wiktorija Schilinskaite 10 | 24 : 19 (13 : 11)    | 30 : 30 (16 : 15)    | 54 : 49     |
| Team Tvis Holstebro Ann Grete Nørgaard 15 | Lada Toljatti Titelverteidiger Wiktorija Schilinskaite 10 | 1.238 Zuschauer      | 2.700 Zuschauer      | 54 : 49     |
| FC Midtjylland Trine Troelsen 13          | RK GEN-I Zagorje Pia Ugrin 13                             | 02.02.2013 18:00 Uhr | 03.02.2013 17:00 Uhr | 59 : 50     |
| FC Midtjylland Trine Troelsen 13          | RK GEN-I Zagorje Pia Ugrin 13                             | 31 : 28 (14 : 16)    | 28 : 22 (15 : 9)     | 59 : 50     |
| FC Midtjylland Trine Troelsen 13          | RK GEN-I Zagorje Pia Ugrin 13                             | 800 Zuschauer        | 800 Zuschauer        | 59 : 50     |
| Metz Handball Paule Baudouin 12           | KGHM Metraco Zagłębie Lubin Karolina Semeniuk-Olchawa 11  | 02.02.2013 20:00 Uhr | 09.02.2013 20:00 Uhr | 53 : 50     |
| Metz Handball Paule Baudouin 12           | KGHM Metraco Zagłębie Lubin Karolina Semeniuk-Olchawa 11  | 29 : 28 (12 : 13)    | 24 : 22 (9 : 12)     | 53 : 50     |
| Metz Handball Paule Baudouin 12           | KGHM Metraco Zagłębie Lubin Karolina Semeniuk-Olchawa 11  | 4.200 Zuschauer      | 550 Zuschauer        | 53 : 50     |

## Viertelfinale
Es nahmen die 8 Sieger aus dem Achtelfinale teil.
Die Auslosung des Viertelfinales fand am 12. Februar 2012 in Wien statt.
Die Hinspiele fanden am 9.–10. März 2013 statt. Die Rückspiele fanden am 16.–17. März 2013 statt.

### Qualifizierte Teams
| - Astrachanotschka - Grupo Asfi Itxako Navarra - Tertnes IL - HC Zalău | - HK Kuban Krasnodar - Team Tvis Holstebro - FC Midtjylland - Metz Handball |

### Ausgeloste Spiele und Ergebnisse
| Mannschaft 1                                       | Mannschaft 2                             | Hinspiel             | Rückspiel            | Gesamt  |
| -------------------------------------------------- | ---------------------------------------- | -------------------- | -------------------- | ------- |
| Grupo Asfi Itxako Navarra Florina Daniela Badea 11 | HC Zalău Crina Pintea 11                 | 10.03.2013 15:00 Uhr | 11.03.2013 17:00 Uhr | 42 : 70 |
| Grupo Asfi Itxako Navarra Florina Daniela Badea 11 | HC Zalău Crina Pintea 11                 | 22 : 31 (10 : 15)    | 20 : 39 (10 : 17)    | 42 : 70 |
| Grupo Asfi Itxako Navarra Florina Daniela Badea 11 | HC Zalău Crina Pintea 11                 | 1.200 Zuschauer      | 1.200 Zuschauer      | 42 : 70 |
| Team Tvis Holstebro Ann Grete Nørgaard 17          | Tertnes IL Marie Liljegren 18            | 10.03.2013 17:30 Uhr | 17.03.2013 18:00 Uhr | 66 : 62 |
| Team Tvis Holstebro Ann Grete Nørgaard 17          | Tertnes IL Marie Liljegren 18            | 36 : 29 (19 : 15)    | 30 : 33 (15 : 16)    | 66 : 62 |
| Team Tvis Holstebro Ann Grete Nørgaard 17          | Tertnes IL Marie Liljegren 18            | 1.673 Zuschauer      | 1.542 Zuschauer      | 66 : 62 |
| FC Midtjylland Nycke Groot 7                       | HK Kuban Krasnodar Julija Ganitschkina 6 | 09.03.2013 16:30 Uhr | 17.03.2013 12:00 Uhr | 65 : 43 |
| FC Midtjylland Nycke Groot 7                       | HK Kuban Krasnodar Julija Ganitschkina 6 | 39 : 21 (21 : 9)     | 26 : 22 (12 : 13)    | 65 : 43 |
| FC Midtjylland Nycke Groot 7                       | HK Kuban Krasnodar Julija Ganitschkina 6 | 1.878 Zuschauer      | 1.000 Zuschauer      | 65 : 43 |
| Astrachanotschka Anastassija Juschtschenko 9       | Metz Handball Kristina Liščević 11       | 09.03.2013 15:00 Uhr | 16.03.2013 20:15 Uhr | 45 : 52 |
| Astrachanotschka Anastassija Juschtschenko 9       | Metz Handball Kristina Liščević 11       | 26 : 19 (16 : 8)     | 19 : 33 (9 : 17)     | 45 : 52 |
| Astrachanotschka Anastassija Juschtschenko 9       | Metz Handball Kristina Liščević 11       | 3.500 Zuschauer      | 5.000 Zuschauer      | 45 : 52 |

## Halbfinale
Es nahmen die 4 Sieger aus dem Viertelfinale teil.
Die Auslosung des Halbfinales fand am 12. Februar 2013 in Wien statt.
Die Hinspiele fanden am 6.–7. April 2013 statt. Die Rückspiele fanden vom 13.–14. April 2013 statt.

### Qualifizierte Teams
| - HC Zalău - Team Tvis Holstebro | - FC Midtjylland - Metz Handball |

### Ausgeloste Spiele und Ergebnisse
| Mannschaft 1                        | Mannschaft 2                              | Hinspiel             | Rückspiel            | Gesamt  |
| ----------------------------------- | ----------------------------------------- | -------------------- | -------------------- | ------- |
| Metz Handball Jurswailly Luciano 12 | HC Zalău Roxana Daniela Varga 11          | 07.04.2013 17:30 Uhr | 14.04.2013 18:00 Uhr | 60 : 36 |
| Metz Handball Jurswailly Luciano 12 | HC Zalău Roxana Daniela Varga 11          | 34 : 15 (15 : 7)     | 26 : 21 (14 : 8)     | 60 : 36 |
| Metz Handball Jurswailly Luciano 12 | HC Zalău Roxana Daniela Varga 11          | 5.000 Zuschauer      | 1.200 Zuschauer      | 60 : 36 |
| FC Midtjylland Nycke Groot 9        | Team Tvis Holstebro Ann Grete Nørgaard 14 | 06.04.2013 15:00 Uhr | 13.04.2013 16:00 Uhr | 46 : 47 |
| FC Midtjylland Nycke Groot 9        | Team Tvis Holstebro Ann Grete Nørgaard 14 | 22 : 29 (10 : 19)    | 24 : 18 (11 : 9)     | 46 : 47 |
| FC Midtjylland Nycke Groot 9        | Team Tvis Holstebro Ann Grete Nørgaard 14 | 2.109 Zuschauer      | 2.473 Zuschauer      | 46 : 47 |

## Finale
Es nahmen die 2 Sieger aus dem Halbfinale teil.
Die Auslosung des Finales fand am 16. April 2013 in Wien statt.
Das Hinspiel fand am 5. Mai 2013 statt. Das Rückspiel fand am 12. Mai 2013 statt.

### Qualifizierte Teams
| - Team Tvis Holstebro - Metz Handball |

### Ausgeloste Spiele und Ergebnisse
| Mannschaft 1        | Mannschaft 2  | Hinspiel           | Rückspiel          | Gesamt  |
| ------------------- | ------------- | ------------------ | ------------------ | ------- |
| Team Tvis Holstebro | Metz Handball | 05.05.13 16:50 Uhr | 12.05.13 18:00 Uhr | 64 : 63 |
| Team Tvis Holstebro | Metz Handball | 31 : 35 (16 : 18)  | 33 : 28 (15 : 14)  | 64 : 63 |

### Hinspiel
Team Tvis Holstebro - Metz Handball  31 : 35 (16 : 18)
5. Mai 2013 in Holstebro, Gråkjær Arena, 2.500 Zuschauer.
Team Tvis Holstebro: Toft, Lundsby, Nørgaard (15), Kristiansen  (6), Burgaard (3), Gravholt   (3), Stefánsdóttir (2), Andersen (1), Loerper (1), Blicher Toft, Heindahl , Jónsdóttir , Kjær, Niedźwiedź, Nielsen
Metz Handball: Glauser, Pierson, Andrjuschina  (7), Kamto Njitam   (5), Pidpalowa  (5), Liščević (4), Baudouin (3), Broch  (2), Luciano (2), Ognjenović   (2), Piejos (2), Zaadi (2), Prudhomme (1), González Ortega 
Schiedsrichter:  Branka Marić und Zorica Mašić
Quelle: Spielbericht

### Rückspiel
Metz Handball - Team Tvis Holstebro  28 : 33 (14 : 15)
12. Mai 2013 in Metz, Les Arenes, 5.500 Zuschauer.
Metz Handball : Glauser, Pierson, Broch  (5), Ognjenović (5), Liščević (4), Kanto Njitam    (3), Andrjuschina   (3), Pidpalowa (2), González Ortega  (2), Prudhomme (1), Luciano  (1), Baudouin (1), Piejos (1), Zaadi, Tandjan, Ngo Leyi
Team Tvis Holstebro : Toft, Lundsby, Kristiansen   (12), Gravholt  (6), Nørgaard (6), Burgaard   (4), Loerper (2), Heindahl   (1), Andersen (1), Kjær (1), Blicher Toft, Jónsdóttir, Stefánsdóttir
Schiedsrichter:  Kursad Erdogan und Ibrahim Ozdeniz

EHF-Delegierter:  George Bebetsos

EHF-Repräsentant:  Joan Marin
Quelle: Spielbericht

## Statistiken

### Torschützenliste
Die Torschützenliste zeigt die drei besten Torschützinnen in der EHF-Pokal der Frauen 2012/13.
Zu sehen sind die Nation der Spielerin, der Name, die Position, der Verein, die gespielten Spiele, die Tore und die Ø-Tore.
Die Erstplatzierte ist Torschützenkönigin des EHF-Pokals der Frauen 2012/13.
| Pl. | Nation   | Spieler              | Pos. | Verein              | Sp. | Tore | Ø    |
| --- | -------- | -------------------- | ---- | ------------------- | --- | ---- | ---- |
| 1.  | Danemark | Ann Grete Nørgaard   | (LA) | Team Tvis Holstebro | 12  | 92   | 7,67 |
| 2.  | Danemark | Kristina Kristiansen | (RM) | Team Tvis Holstebro | 12  | 59   | 4,92 |
| 3.  | Norwegen | Marthe Reinkind      | (RR) | Tertnes Bergen      | 08  | 53   | 6,63 |